# Falcatakely
Falcatakely (il cui nome significa "piccola falce", dal latino falcatus e dal malgascio kely, in riferimento alla forma del becco) è un genere estinto di uccello enantiornite vissuto nel Cretaceo superiore (Maastrichtiano), in quella che oggi è la Formazione Maevarano, in Madagascar. Il genere contiene una singola specie, la specie tipo Falcatakely forsterae, nota da fossili parziali.

## Descrizione
Falcatakely era un uccello enantiornite delle dimensioni di un corvo che può essere distinto da tutti gli altri enantiorniti per il suo rostro lungo e profondo, lungo circa 9 centimetri, che ricorda il becco di un odierno tucano. Nonostante questa somiglianza, la mascella superiore aveva più in comune con quella dei teropodi non-aviari nell'essere dominata da una grande mascella, mentre la premascella era più piccola e costituiva la punta del rostro. Questa è la disposizione opposta di ciò che vediamo negli uccelli moderni, dove il becco superiore è dominato dalla premascella, che in Falcatakely era ancora provvista di denti.

## Classificazione
Le analisi filogenetiche dei descrittori collocano tutte Falcatakely all'interno di Enantiornithes, sebbene la sua posizione precisa non sia chiara. È stato recuperato come un enantiornite basale, il taxon gemello di Pengornis, e in una politomia con molti altri enantiorniti.

## Paleoambiente
Falcatakely è noto dalla Formazione Maevarano, allora una pianura alluvionale paludosa che alternava stagionalmente tra una palude nella stagione umida e semideserto arido durante la stagione secca; ospitava altri animali insoliti come il coccodrillo erbivoro Simosuchus, i teropodi Masiakasaurus e Majungasaurus, la rana gigante Beelzebufo ed il mammifero gondwanatherio Adalatherium. Queste taxon così insoliti potrebbero essersi evoluti in quanto il Madagascar era un'isola isolata dal resto dei continenti fin dal Cretaceo.